# Юго-западный Пфальц (район)
Юго-западный Пфальц (нем. Südwestpfalz) — район в Германии. Центр района — город Пирмазенс. Район входит в землю Рейнланд-Пфальц. Занимает площадь 953,76 км². Население — 103 368 чел. Плотность населения — 108 человек/км².
Официальный код района — 07 3 40.
Район подразделяется на 84 общины.

## Города и общины
Управление Данер-Фельзенланд
1. Бобенталь (332)
2. Брухвайлер-Беренбах (1 739)
3. Бунденталь (1 158)
4. Бузенберг (1 408)
5. Дан (4 772)
6. Эрфвайлер (1 268)
7. Эрленбах-Дан (377)
8. Фишбах-Дан (1 640)
9. Хиршталь (111)
10. Людвигсвинкель (847)
11. Нидершлеттенбах (361)
12. Нотвайлер (171)
13. Румбах (492)
14. Шиндхард (627)
15. Шёнау (455)

Управление Хауэнштайн
1. Дарштайн (228)
2. Димбах (176)
3. Хауэнштайн (4 101)
4. Хинтервайденталь (1 709)
5. Луг (657)
6. Шванхайм (625)
7. Шпиркельбах (695)
8. Вильгартсвизен (1 145)

Управление Пирмазенс-Ланд
1. Боттенбах (731)
2. Эппенбрун (1 500)
3. Хильст (359)
4. Крёппен (766)
5. Лемберг (4 285)
6. Оберзимтен (653)
7. Руппертсвайлер (1 458)
8. Швайкс (365)
9. Трульбен (1 364)
10. Виннинген (1 705)

Управление Родальбен
1. Клаузен (1 612)
2. Донзидерс (1 007)
3. Лаймен (1 008)
4. Мерцальбен (1 293)
5. Мюнхвайлер-на-Родальбе (3 009)
6. Родальбен (7 598)

Управление Талайшвайлер-Фрёшен
1. Хёэишвайлер (965)
2. Хёфрёшен (941)
3. Масвайлер (1 152)
4. Нюншвайлер (834)
5. Петерсберг (928)
6. Райфенберг (849)
7. Ришвайлер-Мюльбах (2 238)
8. Талайшвайлер-Фрёшен (3 528)

Управление Вальдфишбах-Бургальбен
1. Гайзельберг (913)
2. Хельтерсберг (2 207)
3. Хермерсберг (1 742)
4. Хёэинёд (1 276)
5. Хорбах (582)
6. Шмаленберг (801)
7. Штайнальбен (468)
8. Вальдфишбах-Бургальбен (5 084)

Управление Вальхальбен
1. Бидерсхаузен (289)
2. Хершберг (950)
3. Хеттенхаузен (273)
4. Кноп-Лабах (475)
5. Креэнберг (158)
6. Обернхайм-Кирхенарнбах (1 843)
7. Заальштадт (366)
8. Шауэрберг (197)
9. Шмитсхаузен (433)
10. Вальхальбен (859)
11. Везельберг (1 419)
12. Винтербах (543)

Управление Цвайбрюккен-Ланд
1. Альторнбах (757)
2. Батвайлер (783)
3. Бехгофен (2 265)
4. Контвиг (4 971)
5. Делльфельд (1 473)
6. Дитрихинген (359)
7. Гросбунденбах (385)
8. Гросштайнхаузен (636)
9. Хорнбах (1 667)
10. Кесхофен (717)
11. Клайнбунденбах (441)
12. Клайнштайнхаузен (871)
13. Маушбах (271)
14. Ридельберг (504)
15. Розенкопф (368)
16. Вальсхаузен (357)
17. Висбах (568)